# 水練命
大主命（おおぬしのみこと、生没年不詳）は、『粟鹿大明神元記』に記された古墳時代の豪族。

## 概要
景行天皇が筑紫国に行幸した時に神事を司った。的大神直（いくはのおおみわのおみ）や倭御川部（やまとのみかわべ）らの先祖であるかとされる。